# Sveva Alviti

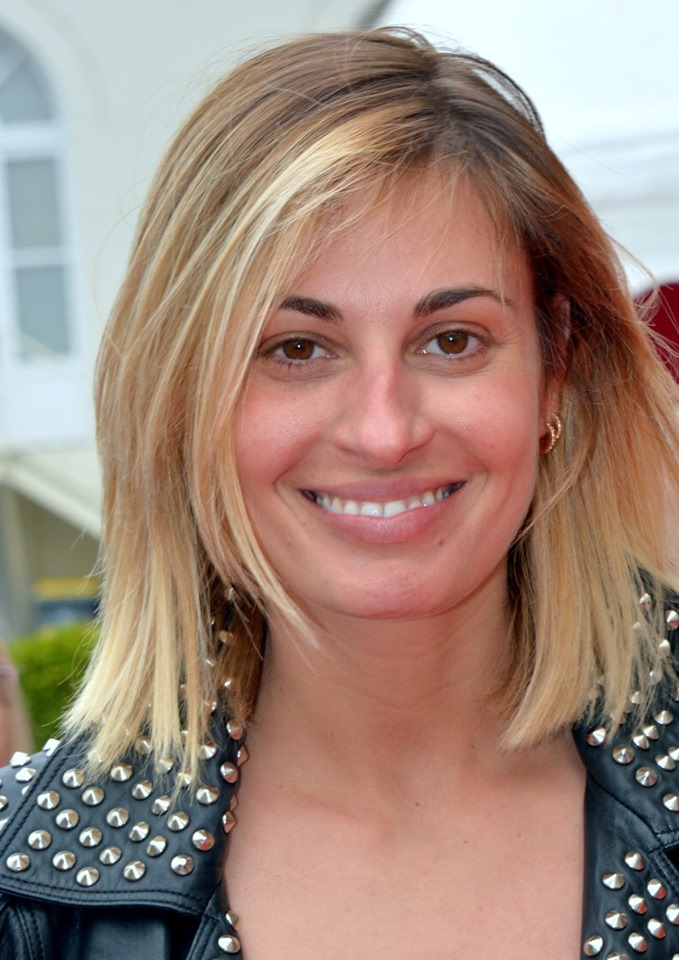
Em junho de 2019, no Festival de Cabourg

Sveva Alviti (Roma, 14 de julho de 1984) é uma atriz e modelo italiana.
Após atuar em curta-metragens e papéis pequenos em filmes e participações na TV na Itália, Sveva Alviti ganhou destaque ao iniciar sua carreira cinematográfica na França, lá estreando com o papel principal no drama biográfico Dalida (2017), ·  dirigido por Lisa Azuelos, que narra a trajetória da artista egípcio-francesa (de origem italiana) Dalida (1933-1987), que fora de Miss Egito nos anos 1950 a uma das mais bem-sucedidas intérpretes da música no século XX. Alviti foi escolhida dentre 250 candidatas, tendo durante o casting se apresentado com a frase Je suis Dalida ("Eu sou Dalida"). Ela teve que aprender a falar francês para interpretar o papel.
Em janeiro de 2017, durante uma participação no programa de televisão francês Le Grand Journal, do Canal+, para a divulgação do filme Dalida, Alviti caiu no chão e começou a tremer ao vivo devido a um ataque epiléptico. Na mesa também estavam presentes Orlando, irmão de Dalida, e Lisa Azuelos, diretora do filme, que ajudaram a socorrê-la. Após o susto, a atriz, que fora levada ao hospital, conseguiu recuperar-se.
Ela revelou que estará integrando o elenco do filme de Kev Adams Love Addict, com estreia prevista para 2018.